# Jiroft
Jiroft (de vegades coneguda com a Djiruft) és una ciutat de l'Iran, al sud-est del país, a la província de Kerman, a la plana d'Hali Rud al sud de les muntanyes Bariz o Baridjan, sud-oest de Bam. És el lloc on s'ha regitrat la temperatura més alta del món amb 57 graus l'agost de 1993. Està situada a uns 150 km al sud-est de la ciutat de Kerman.

## Història
Fou la tercera vila del país després de Bardsir (avui Kerman) i Bam. Fou i és encara un centre comercial.
Quan fou conquerida pels musulmans la principal ciutat era Sirjan, i Djiruft estava plena de boscos i animals salvatges.
La ciutat fou conquerida per Mudhashi ibn Masud el 655. La història de la vila és desconeguda. Hi foren actius els kharigites. Els safàrides la van embellir amb algunes construccions. Progressivament va prosperar i al segle xi era la tercera ciutat de la província. Després va declinar fins a quasi desaparèixer al segle xiii. A la meitat del segle xiv el castell anomenat de Sulayman (Qala-i-Sulayman) estava en poder de la tribu awghani. Encara existia sota els timúrides, però després desapareix de les fonts, deixant el seu nom a la comarca.
L'antiga vila es trobava segurament prop de la moderna Sabzawaran. La moderna vila ha crescut als darrers anys; és capital d'un comtat que el 2007 tenia 126.825 habitants i s'ha desenvolupat absorbint la veïna Sabzawaran.

## Jaciments arqueològics
En aquest lloc s'han fet important troballes de l'edat del bronze, separades de les del resta de la zona, amb una piràmide i altres restes d'arquitectura pròpia. Una de les hipòtesis és que seria el regne d'Aratta, esmentat a les llegendes sumèries (després del 2500 aC) com un país ric i muntanyós governat pel rei Ensuh-keshdanna, i on els sumèries es proveïen de materials que mancaven al seu país com plata, or i lapislàtzuli. Fins aquestes troballes (el 1976) es donava per segur que el regne d'Aratta era el d'Urartu on era el mont Ararat. La cultura d'aquest lloc s'ha batejat com civilització de Jiroft o cultura de Jiroft.